# Over drive (m.o.v.e의 노래)
《over drive》(오버드라이브)는 move의 3번째 싱글이다.

## 개요
- move의 곡 중 드물게 높은 음정을 가진 곡이다.
- 높은 음정을 가지고 있기 때문에 최근에는 키를 내려서 부르는 편이다.
- 앨범 electrock에 수록되었다.(트랙번호 9번)

## 수록곡
1. over drive
  - 작사: motsu, 작곡: t-kimura
  - 테레비 도쿄계 《ASAYAN》엔딩 테마곡
2. ROCK IT DOWN(EBOMAN Remix)
3. over drive(tv mix)